# Zonitis melanocephala
Zonitis melanocephala is een keversoort uit de familie van oliekevers (Meloidae). De wetenschappelijke naam van de soort is voor het eerst geldig gepubliceerd in 1812 door Tauscher.